# Кедар
Кедар, Кидар (ивр. קדר‎, смуглый, тёмный (о коже или шатре), омрачаться, араб. قیدار‎) — второй сын Измаила, двоюродный брат Исава и Иакова.
Согласно исламской традиции, родоначальник племени кедаритов (которое упоминается вместе с набатеями), от которого произошли курайшиты, одним из которых был Мухаммед, пророк мусульман.
В средневековых еврейских источниках слово «Кедар» обозначало бедуинов и вообще кочевников.

## Кедариты
Кедар было кочевым племенем, обитавшим в сирийско-аравийской пустыне. Его оружием были лук и стрелы; пророк предсказывает, что «вся слава Кидарова исчезнет; и луков у сынов Кидара останется немного» (Ис. 21:16 и след.). Кедарян причисляли к жителям востока (Иер. 49:28). Они жили в черных шатрах из козьей шерсти (Песн. 1:4; Иер. 49:28—33), их основными занятиями были скотоводство и меновая торговля, которую они вели, в частности, с финикийцами (Иез. 27:21). Они проживали между Авраном и Фемой; во времена Синаххериба их царь правил в Думе (современный Эль-Джау). Основная область расселения кедарян, вероятно, находилась западнее Думы, между ручьями Вади-Сирхан и Вади-эль-Феджр.
Из арабских надписей известно, что Гешем (около 445 года до н. э.), упоминаемый в Неем. 2:19; Неем. 6:1 и след., был сыном некого Шахру и царём Кедар. Примерно в конце столетия преемником Гешема стал его сын Кайну.